# Pandémie de Covid-19 aux Maldives
La pandémie de Covid-19 aux Maldives démarre officiellement le 7 mars 2020. À la date du 31 octobre 2022, le bilan est de 308 morts.

## Contexte
Le 12 janvier 2020, l'Organisation mondiale de la santé (OMS) a confirmé qu'un nouveau coronavirus était à l'origine d'une maladie respiratoire chez un groupe de personnes de la ville de Wuhan, dans la province du Hubei, en Chine, qui a été signalée à l'OMS le 31 décembre 2019,. 
Le taux de létalité lié au Covid-19 a été beaucoup plus faible que le SRAS de 2003, mais la transmission a été significativement plus élevée, avec un nombre total de décès important. 

## Chronologie

### 2020
Mars 2020
Il a été confirmé que la pandémie de Covid-19 s'est propagée aux Maldives le 7 mars 2020 d'un touriste italien qui était revenu en Italie après avoir passé des vacances au Kuredu Resort & Spa. L'Agence de protection de la santé des Maldives a confirmé deux cas aux Maldives, tous deux employés de la station. À la suite de cela, l'hôtel a été enfermé avec plusieurs touristes bloqués sur l'île. Depuis le 11 mars, les îles de Kuredu, Vilamendhoo, Bathalaa et Kuramathi ont également été placées en quarantaine temporaire. Les écoles ont été fermées par précaution. Du riz gratuit a été donné pour tout le monde. 
| Cas | Date        | Âge            | Genre    | Nationalité  | Hôpital admis                         | Source d'infection | Statut  | Remarques                                                          | Source                |
| --- | ----------- | -------------- | -------- | ------------ | ------------------------------------- | ------------------ | ------- | ------------------------------------------------------------------ | --------------------- |
| 1   | 7 mars 2020 | Non communiqué | Femme    | turc         | Centre d'isolement de Farukolhu Fushi | Italie             | Rétabli | Premier cas aux Maldives. Un touriste italien, transmission locale | ministère de la Santé |
| 2   | 7 mars 2020 | Non communiqué | Masculin | Sud africain | Centre d'isolement de Farukolhu Fushi | Italie             | Rétabli | Premier cas aux Maldives. Un touriste italien, transmission locale | ministère de la Santé |

Les Maldives ont déclaré une urgence de santé publique à propos du Covid-19 le 12 mars. Au 19 mars 2020, les Maldives comptaient 13 cas positifs et le statut de verrouillage sur Vilamendhoo et Bathalaa a été levé.
Le 27 mars, le gouvernement a annoncé le premier cas confirmé d'un citoyen maldivien avec le Covid-19, et cette personne est originaire du Royaume-Uni. Cela porte à 16 le nombre total de cas confirmés dans le pays ; les 15 autres étaient des ressortissants étrangers. Au 29 mars, il y avait 17 cas positifs de Covid-19.
Avril 2020
Le 30 avril, les autorités maldiviennes ont signalé leur premier décès de coronavirus dans le pays, la première victime étant la femme de 83 ans décédée en route vers l'hôpital. Au cours du mois d’avril il y avait 451 nouveaux cas confirmés.
Mai 2020
Au cours du mois il y avait 1 305 nouveaux cas confirmés, et quatre décès.
Juin 2020
Au cours du mois il y avait 588 nouveaux cas confirmés, et trois décès.
Juillet 2020
Au cours du mois il y avait 1 432 nouveaux cas confirmés, et huit décès.
Août 2020
Au cours du mois il y avait 3 874 nouveaux cas confirmés, et douze décès.
Septembre 2020
Au cours du mois il y avait 2 624 nouveaux cas confirmés, et six décès.
Octobre 2020
Au cours du mois il y avait 1 368 nouveaux cas confirmés, et quatre décès.
Novembre 2020
Au cours du mois il y avait 1 352 nouveaux cas confirmés, portant le nombre cumulé à 13 011. Il y avait huit décès en novembre, portant le nombre cumulé à 46.
Décembre 2020
Au cours du mois il y avait 746 nouveaux cas confirmés, portant le nombre cumulé à 13 757. Il y avait deux décès en décembre, portant le nombre cumulé à 48.

### 2021
Janvier 2021
Au cours du mois il y avait 2 084 nouveaux cas et quatre décès, portant le nombre de cas confirmés à 15 841 dont 52 décès.
Février 2021
Au cours du mois il y avait 3 952 nouveaux cas et dix décès, portant le nombre de cas confirmés à 19 793 dont 62 décès.
Mars 2021
Au cours du mois il y avait 4 286 nouveaux cas et cinq décès, portant le nombre de cas confirmés à 24 079 dont 67 décès.
Avril 2021
Au cours du mois il y avait 5 756 nouveaux cas et six décès, portant le nombre de cas confirmés à 29 835 dont 73 décès.
Mai 2021
Au cours du mois il y avait 34 561 nouveaux cas et 88 décès, portant le nombre de cas confirmés à 64 396 dont 161 décès.
Juin 2021
Au cours du mois il y avait 9 402 nouveaux cas et 51 décès, portant le nombre de cas confirmés à 73 798 dont 212 décès.
Juillet 2021
Au cours du mois il y avait 3 434 nouveaux cas et neuf décès, portant le nombre de cas confirmés à 77 432 dont 221 décès.
Août 2021
En août il y avait 3 680 nouveaux cas et cinq décès, portant le nombre de cas confirmés à 81 112 dont 226 décès.
Septembre 2021
En septembre il y avait 3 697 nouveaux cas et cinq décès, portant le nombre de cas confirmés à 84 809 dont 231 décès.
Octobre 2021
En octobre il y avait 2 975 nouveaux cas et douze décès, portant le nombre de cas confirmés à 87 784 dont 243 décès.
Novembre 2021
En novembre il y avait 3 866 nouveaux cas et sept décès, portant le nombre de cas confirmés à 91 650 dont 250 décès.
Décembre 2021
En décembre il y avait 4 050 nouveaux cas et douze décès, portant le nombre de cas confirmés à 95 700 dont 262 décès.

### 2022
Janvier 2022
Au cours du mois il y avait 43 180 nouveaux cas et 14 décès, portant le nombre de cas confirmés à 138 880 dont 276 décès.
Février 2022
Au cours du mois il y avait 31 312 nouveaux cas et 21 décès, portant le nombre de cas confirmés à 170 192 dont 297 décès.
Mars 2022
Au cours du mois il y avait 7 566 nouveaux cas et un décès, portant le nombre de cas confirmés à 177 658 dont 298 décès.
Avril 2022
Au cours du mois il y avait 1 756 nouveaux cas, portant le nombre de cas confirmés à 179 414 dont 298 décès.
Mai 2022
Au cours du mois il y avait 339 nouveaux cas et un décès, portant le nombre de cas confirmés à 179 753 dont 299 décès.
Juin 2022
Au cours du mois il y avait 2 967 nouveaux cas et six décès, portant le nombre de cas confirmés à 182 720 dont 305 décès.
Juillet 2022
Au cours du mois il y avait 1 765 nouveaux cas et deux décès, portant le nombre de cas confirmés à 184 485 dont 307 décès.
Août 2022
Au cours du mois il y avait 439 nouveaux cas et un décès, portant le nombre de cas confirmés à 184 924 dont 308 décès.
Septembre 2022
Au cours du mois il y avait 158 nouveaux cas, portant le nombre de cas confirmés à 185 082 dont 308 décès.
Octobre 2022
Au cours du mois il y avait 282 nouveaux cas, portant le nombre de cas confirmés à 185 364 dont 308 décès.
Novembre 2022
Au cours du mois il y avait 254 nouveaux cas et trois décès, portant le nombre de cas confirmés à 185 618 dont 311 décès.
Décembre 2022
Au cours du mois il y avait 75 nouveaux cas, portant le nombre de cas confirmés à 185 693 dont 311 décès.

### 2023
En 2023 il y avait 1 001 nouveaux cas et 5 décès, portant le nombre de cas confirmés à 186 694 dont 316 décès.

## Restrictions de voyage aux Maldives
Le gouvernement des Maldives et le ministère du Tourisme des Maldives, sous la direction de l'Agence de protection de la santé des Maldives (HPA), ont imposé en mai 2020 une restriction de voyage temporaire aux pays suivants pour contrôler les nouveaux cas. 
Aucun passager en provenance, en transit vers ou avec un historique de voyage dudit pays / province ne doit être autorisé aux Maldives. Les Maldiviens et les conjoints de Maldiviens qui sont des ressortissants étrangers seront autorisés à entrer mais pourront être soumis à des mesures de quarantaine[réf. nécessaire].
| Pays                                                                | Date effective                    | Source                |
| ------------------------------------------------------------------- | --------------------------------- | --------------------- |
| Chine                                                               | Actif à partir du 4 février 2020  | ministère de la Santé |
| Iran                                                                | Actif à partir du 26 février 2020 | ministère de la Santé |
| Corée du Sud (provinces du Nord et du Sud Gyeongsang)               | Actif à partir du 3 mars 2020     | ministère de la Santé |
| Italie                                                              | Actif à partir du 8 mars 2020     | ministère de la Santé |
| Bangladesh                                                          | Actif à partir du 24 mars 2020    | ministère de la Santé |
| Allemagne (Bavière, Rhénanie du Nord-Westphalie et Bade-Wurtemberg) | Actif à partir du 15 mars 2020    | ministère de la Santé |
| Espagne (toutes les provinces et régions)                           | Actif à partir du 15 mars 2020    | ministère de la Santé |
| France (Île-de-France et Grand Est)                                 | Actif à partir du 15 mars 2020    | ministère de la Santé |
| Malaisie                                                            | Actif à partir du 17 mars 2020    | ministère de la Santé |
| Royaume-Uni                                                         | Actif à partir du 19 mars 2020    | ministère de la Santé |
| Sri Lanka                                                           | Actif à partir du 21 mars 2020    | ministère de la Santé |

## Installations de quarantaine
Le gouvernement des Maldives a transformé en mai 2020 l'île balnéaire de Villivaru dans l'atoll de Kaafu en une installation de quarantaine, décrite comme « la première station balnéaire au monde pour les cas de coronavirus », où les patients bénéficieraient d'un séjour luxueux et de soins médicaux gratuits,. 
Selon le ministre du Tourisme Ali Waheed, les Maldives disposaient de 2 288 lits de quarantaine fin mars 2020.

## Impact
L'économie des Maldives est tributaire du tourisme, qui a fortement chuté en raison des restrictions de voyage au milieu de la pandémie. Les experts ont mis en garde contre une contraction économique et d'éventuelles difficultés à rembourser la dette extérieure, notamment envers la Chine. 